# Sempre ens diem adéu
Sempre ens diem adeu (títol original: Every Time We Say Goodbye) és una pel·lícula de 1986, protagonitzada per Tom Hanks i Cristina Marsillach i dirigida per Moshé Mizrahi. La pel·lícula té la particularitat de tenir parts en judeocastellà; segons dades de gener de 2013, solament hi ha cinc pel·lícules en IMDb parcialment parlades en aquest idioma. Moltes parts de la pel·lícula van ser gravades a Israel, la major part a Jerusalem. Ha estat doblada al català.

## Argument
David (Hanks) és un pilot americà que s'uneix a la Royal Air Force (RAF) abans que els Estats Units comencin a participar en la II Guerra Mundial. Després que el seu avió sigui derribat en el nord d'Àfrica, es recupera d'una ferida a la cama a Jerusalem, i coneix a una noia jueva d'ascendència espanyola sefardí (Cristina Marsillach). Els dos s'atreuen mútuament però ella està convençuda que la seva relació no podria funcionar, ja que la seva família no aprovaria la relació, a més de que David és el fill gentil d'un ministre protestant.

## Repartiment
- Tom Hanks: David.
- Cristina Marsillach: Sarah.
- Benedict Taylor: Peter.